# Say It (Britt Nicole)
Say It è il primo album in studio della cantante statunitense Britt Nicole, pubblicato nel 2007.

## Tracce
1. Holiday – 3:51
2. Believe – 3:31
3. Set the World on Fire – 3:36
4. Sunshine Girl – 4:04
5. Ready – 3:38
6. You – 3:39
7. When She Cries – 3:13
8. Good Day – 3:23
9. Don't Worry Now – 4:06
10. Say It – 4:07
11. World That Breaks – 3:22